# 酬載
酬載（英語：payload）是航空器或运载火箭除自身重量外能携带的有效运载量，有时也指飞机或运载火箭自身动力能夠支持的总重量。根据应用任务的性质，載具的酬載可能是货物、乘客、机组人员、武器弹药、科学仪器或其他设备。如果可以選擇性携带，那額外的燃料也會被视为酬載的一部分，如空中加油任務。
在商业用語中（即航空公司或货运航空公司），酬載可能仅指会为运输业务的服务提供者产生收入的货物或付费乘客。 。軍用飞机携带的武器、彈藥等，有时也称为飞机的武裝酬載（warload）。
对于火箭，酬載可以是卫星、太空探测器或载有人类、动物或货物的航天器。对于弹道导弹和火箭炮，酬載是一个或多个弹头及相关系统；它们的总重量称为投掷重量。
酬載占飞机或運載火箭总升空重量的比例称为「酬載比」。当酬載和燃料的重量一起考虑时，它被称为“有用酬載比”。在太空飛行器中，通常使用「质量比」，即酬載与其他一切事物（包括火箭结构）的比率。 

## 距離和酬載的关系

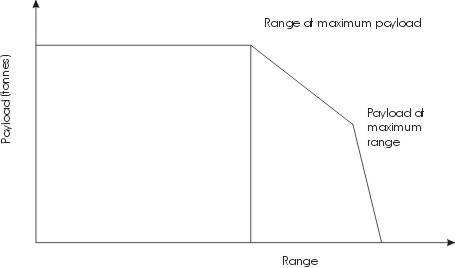
酬載距離图说明了在酬載和飞机航程之间有一个权衡關係。

上方的水平线代表最大酬載，它在结构上受到飛機最大零燃料重量（maximum zero-fuel weight，MZFW）的限制。最大酬載是最大零燃料重量与操作空重 (operational empty weight, OEW) 之差。沿线从左到右移动，显示在固定的最大酬載下增加距離，而想要更多航程就必須要添加更多燃料。
那條垂直线表示飞机、最大酬載和所需燃料的总重量达到最大起飞重量（maximum take-off weight，MTOW）的距離。如果航程超过该点，则必须牺牲酬載来换取燃料。
最大起飞重量受发动机最大净功率、机翼升阻比等因素限制。最大酬載距離点后面的对角线，显示了在以最大起飞重量起飞时，减少酬載與增加燃料（航程）的關係。
折线圖的第二个轉折点代表达到最大燃料容量的点。想要飞得比那个点更远，意味着必须进一步减少酬載，以換取些許的距離增加。因此，绝对航程是飞机在不携带任何酬載的情况下，以最多燃料可以飞行的航程，即折線與水平軸的交會點。

## 範例
酬載容量示例：
- 安托诺夫 An-225 Mriya : 250,000 公斤
- 土星五號：
  - 到近地轨道酬載質量140,000 公斤
  - 到月球轨道酬載質量 47,000 公斤
- 太空梭：
  - 到近地轨道的酬載（不包括 110,000 kg 维修轨道器）27,000 公斤 (53,700 磅）
  - 地球同步转移轨道的酬載（不包括 110,000 kg 轨道服務艙) 3,810 公斤 (8,390 磅）
- 三叉戟（导弹） ：2800 公斤投掷重量
- 自动運載太空船
  - 酬載： [3] 7,667 kg 8 个机架，带 2 x 0.314 m 3和 2 x 0.414 m 3
  - 容量：在 8 个机架中的前4 个，每个 1.146 m 3
  - 货物质量： 1,500 - 5,500 公斤
  - 水：0 – 840 公斤
  - 气体（氮气、氧气、空气，2 种/飞行）：0 – 100 公斤
  - 国际太空站加油推进剂：0 – 860 公斤 (306 公斤燃料，554 公斤氧化剂）
  - 国际太空站再助推和姿态控制推进剂：0 - 4,700 公斤
  - 总载货量：7,667 公斤

## 结构能力
對於飛機而言，机翼油箱中燃料的重量对機翼弯矩的影响不如机身重量。因此，即使飞机装载了机翼可以支撑的最大酬載，它仍然可以携带大量燃料。

## 酬載限制
发射運輸系統在可携带酬載的種類上有所不同，而且在施加在酬載上的外力和其他條件上也有所不同。酬載會被抬升，並安全到达目標位置，无论是地球表面任何地方或是特定轨道上。为确保这一点，酬載（例如弹头或卫星）在设计就會考慮到在到达目的地的途中，將承受一定数量各种类型的「挑戰」。大多数火箭酬載都安装在酬載整流罩內，以保护它们免受高速穿越大氣時產生的动态压力影響，也能夠提升运载火箭整体的空气动力外型。同樣的，大多数飞机酬載也都裝載在机身內部。超大货物可能需要具有不寻常尺寸的机身，例如超級彩虹魚。
发射系统施加的各种條件，可以粗略地分为对酬載造成物理损坏的條件，和可能损坏其电子或化学组成的條件。物理损坏的例子包括由大气顫振或振盪，引起瞬時極高的加速度、火箭推力和重力引起較长时间的高加速度，以及发动机速度調整引起的加速度大小或方向的突然变化。电子、化学或生物酬載可能会因极端温度（热或冷）、温度或压力的快速变化、与快速移动的气流接触导致电离以及来自宇宙射线、范艾伦带或太阳风等輻射而損壞。